# Universidade Estadual do Rio Grande do Sul
A Universidade Estadual do Rio Grande do Sul (UERGS) é uma instituição de ensino superior pública e multicampi, com vinte e quatro unidades distribuídas pelo estado brasileiro do Rio Grande do Sul. Vinculada à Secretaria de Ciência, Inovação e Desenvolvimento Tecnológico, a Universidade oferta vinte e dois cursos de graduação (em dados de 2012), tendo cerca de 6 mil alunos matriculados. Com sua reitoria sediada na cidade de Porto Alegre — a capital do Estado —, a UERGS mantém seus cursos nas cidades: Alegrete, Bagé, Bento Gonçalves, Cachoeira do Sul (que além de seu campus, conta com estação Agronômica), Caxias do Sul, Cruz Alta, Encantado, Erechim, Frederico Westphalen, Guaíba, Litoral Norte - Osório, Montenegro, Novo Hamburgo, Porto Alegre, Sananduva, Santa Cruz do Sul, Santana do Livramento, São Borja, São Francisco de Paula, São Luiz Gonzaga, Soledade, Tapes, Três Passos e Vacaria.
Fundada no ano 2001, através do decreto n.° 11.646/01, a Universidade tem como objetivo, segundo o artigo 2.° do referido decreto, ministrar o ensino de graduação, de pós-graduação e de formação de tecnólogos; oferecer cursos presenciais e não presenciais; promover cursos de extensão universitária; fornecer assessoria científica e tecnológica e desenvolver a pesquisa, as ciências, as letras e as artes, enfatizando os aspectos ligados à formação humanística e à inovação, à transferência e à oferta de tecnologia, visando ao desenvolvimento regional sustentável, o aproveitamento de vocações e de estruturas culturais e produtivas locais.
A UERGS reserva 50% do total de suas vagas para candidatos de baixa renda e 10% para pessoas com necessidades especiais.
Conforme dados do Índice Geral de Cursos (IGC) de 2017, elaborado pelo Ministério da Educação (MEC), a UERGS obteve a quarta maior nota entre as universidades públicas do Estado. No mesmo ano, pelos resultados do Exame Nacional de Desempenho de Estudantes (Enade), o Curso Superior de Tecnologia em Automação Industrial, oferecido na Unidade da Uergs em Novo Hamburgo, foi considerado como o melhor do Brasil, sendo o único no País com índice 5, a nota máxima no Código Preliminar de Cursos.

## Cursos
A UERGS oferece os seguintes cursos:
| Graduação - Administração - Gestão Pública - Administração - Sistemas e Serviços de Saúde - Administração - Rural e Agroindustrial - Agroecologia - Bacharelado - Agronomia - Artes Visuais - Licenciatura - Ciências Biológicas: ênfases Biologia Marinha e Costeira e Gestão Ambiental Marinha e Costeira - Ciência e Tecnologia de Alimentos - Bacharelado - Ciências Agrárias - Licenciatura - Dança - Licenciatura - Desenvolvimento Rural e Gestão Agroindustrial - Bacharelado - Engenharia de Bioprocessos e Biotecnologia - Bacharelado - Engenharia de Controle e Automação Industrial - Bacharelado - Engenharia da Computação - Bacharelado - Engenharia em Energia - Bacharelado - Gestão Ambiental -Bacharelado - Letras: Língua Portuguesa e Literatura de Língua Portuguesa - Licenciatura - Música - Licenciatura - Pedagogia - Licenciatura - Teatro - Licenciatura - Tecnologia em Agroindústria - Tecnologia em Agropecuária Integrada - Tecnologia em Automação Industrial - Tecnologia em Fruticultura - Tecnologia em Gestão Ambiental - Tecnologia em Horticultura Pós-Graduação - ESPECIALIZAÇÕES - Atendimento Educacional - Agricultura Familiar e Desenvolvimento Sustentável - Agricultura Familiar e Meio Ambiente - Agricultura e Sustentabilidade - Agroecologia e Produção Orgânica - Análise e Manejo de Sistemas Socioecológicos - Atendimento Educacional Especializado - Desenvolvimento Territorial e Agroecologia - Educação e Cultura - Educação de Jovens e Adultos - EJA - Educação Infantil: Currículo e Metodologias para a Criação de Propostas Inovadoras - Educação em Engenharia e Ensino de Ciências e Matemática - Educação Musical para Professores da Educação Básica - Ensino e Práticas de Ciências da Natureza e Matemática - Educação Socioambiental - Gestão da Qualidade no Processamento de Alimentos - Gestão e Controle de Qualidade de Alimentos - Gestão e Sustentabilidade Ambiental - Gestão e Desenvolvimento Rural - Gestão em Educação: Supervisão e Orientação - Manejo Sustentável do Solo - Meio Ambiente e Biodiversidade - Teoria e Prática da Formação do Leitor - Mestrado - Mestrado Profissional em Ambiente e Sustentabilidade - Mestrado Acadêmico em Sistemática e Conservação da Diversidade Biológica | A Uergs está presente em 24 municípios: - Alegrete - Bagé - Bento Gonçalves - Cachoeira do Sul - Caxias do Sul - Cruz Alta - Encantado - Erechim - Frederico Westphalen - Guaíba - Litoral Norte - Osório - Montenegro - Novo Hamburgo - Porto Alegre - Reitoria e Campus Central - Sananduva - Santa Cruz do Sul - Santana do Livramento - São Borja - São Francisco de Paula - São Luiz Gonzaga - Soledade - Tapes - Três Passos - Vacaria |